# 砍斫器
砍斫器，在砍砸器工業中特指那些礫石或大塊岩石遭剝片後所形成的雙面邊刃石器，也稱兩面砍砸器、中鋒砍器。石器的年份通常是以科學年代測定法來測定發現環境的年齡，如碳14年代測定法和鉀氬年代測定法。目前發現的砍斫器主要出現於奧度萬工業（160萬年至290萬年前）。砍砸器和砍斫器早在260萬年前就出現在非洲的考古記錄中，是早期人類生產和使用的最久的石製品種類之一。

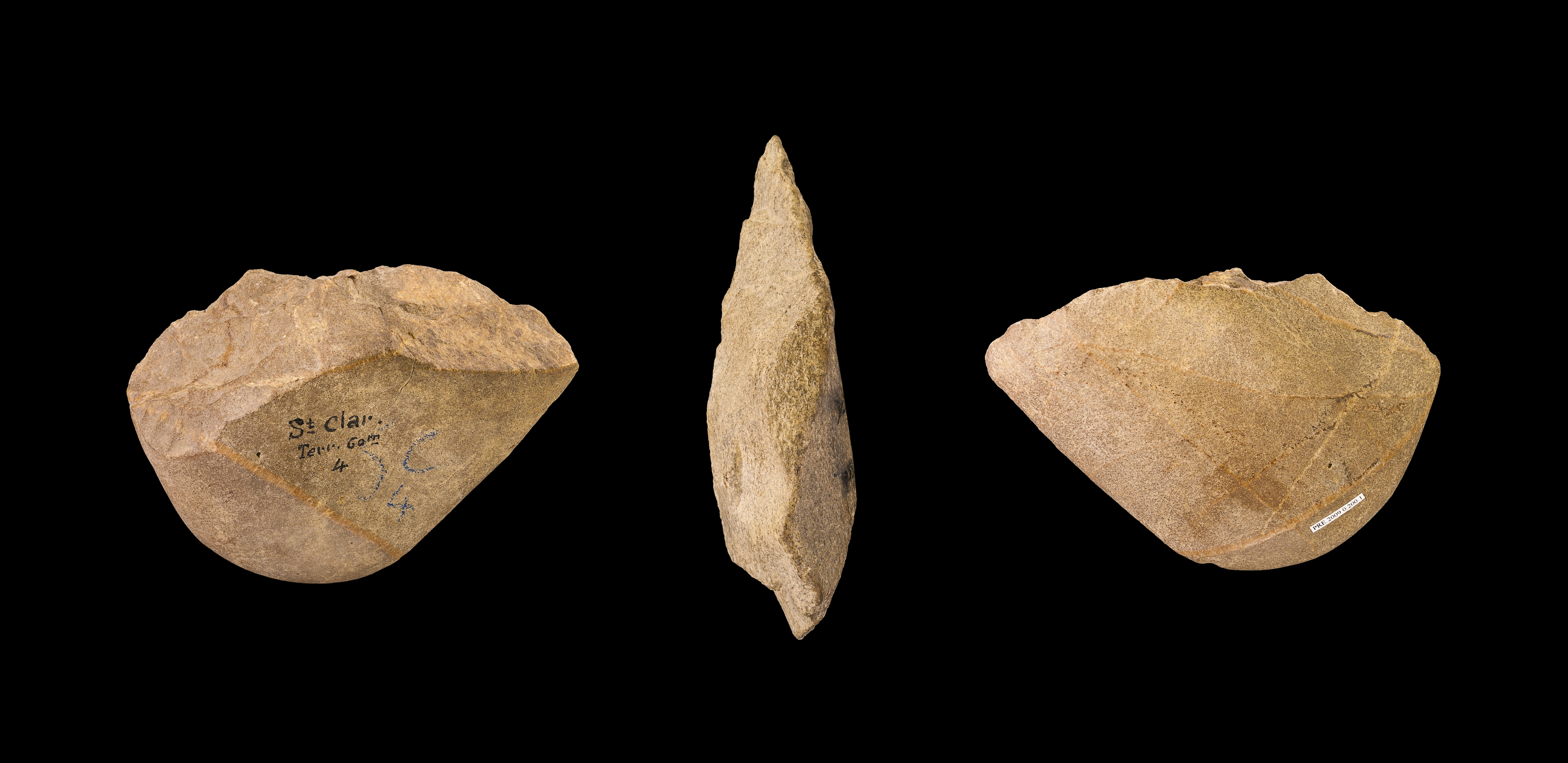
砍斫器

許多專家將「砍砸器」（chopper）與「砍斫器」（chopping tool）區分開來，前者由能人製造，通常只去除一兩片石片來銳化邊刃。而雙面的「砍斫器」是在直立人身上發現，邊刃會剝除兩邊的石片，並與手斧結合。
了解這些工具如何製造是砍斫器史上的重要一環。要製造砍砸器除了需要大塊的硬岩之外，還需要軟岩，這種軟岩一般為玄武岩（火山岩）。將硬岩像錘子一樣砸在軟岩上就能不斷鑿下軟岩碎片。砍斫器製造者會利用這種硬岩製造出邊刃和尖端，使砍斫器變得更有效率。兩側鋒利的邊刃和一個尖端是一種常見的砍斫器形式，其外觀類似於美洲原住民的尖狀器（Projectile point），不同之處在於砍斫器是用於靜止物體。
如同其它考古文物，砍斫器的用途因地點而異，取決於砍斫器的製造者做什麼或吃什麼。最常見的是被用於得到食物，它們可用於砍伐樹枝以摘取果實，或割下可食用的大型植物。今天任何需要用刀的東西都可以用砍斫器來代替，它們還可協助製造者切割動物的肉，就像現代的肉販一樣，對我們吃的肉進行剝皮和清洗。砍斫器可協助獵人採集肉食，特別是那些難以運回居住地的大型動物。砍斫器的另一用途是砸碎骨頭。骨髓是一種很好的營養物質來源，可以協助身體機能運作，這對於獵人和採集者來說十分重要，因為下一個食物來源可能是幾天到幾周之後了。當他們獵殺動物時，他們會用鋒利的邊刃將肉從骨頭上切下來，然後用足夠堅硬的後緣打碎骨頭再收集骨髓。
從軟岩上削下來的石片並未被浪費掉。許多厚而鋒利的碎片被當作小刀來使用，用來完成非常輕度的切割任務。石片就像砍斫器一樣，是日常生活中非常重要的一部分。這兩樣東西都被用於日常生活中以協助其生存。
砍斫器的概念藉由人與人之間相傳擴散到各地。亞洲發展石器的方式與世界上其他地方不同，要製作出像砍斫器一樣的工具必須有特定類型的岩石，如黑燧石（flint）和碧石，然而在亞洲難以找到這些岩石，更容易找到的是質地粗糙的岩石和材料。儘管他們使用的是如火山物質和石化木材的材料，但還是不夠堅固且不易成型，不過他們仍然能夠製造出與砍斫器相似的工具，使用方式也非常相似。在亞洲發現的許多工具都是發現於周口店洞穴。周口店工業是許多石器工具在亞洲的起點。這些洞穴裡充滿了許多人工製品，早期的石製砍斫器就是眾多被發現的人工製品之一。
世界上很多地方都有用於製造多種砍斫器的資源。 即使用來製作砍斫器的物品不是那麼耐用，也不夠有力或鋒利，但它們仍然被用來切割物品和日常生存。  